# Yusuf Ali Kenadid
Yusuf Ali Kenadid ( somali : Yuusuf Cali Keenadiid), né en 1837 et mort le 14 août 1911 était un sultan somalien, fondateur du sultanat de Hobyo. Son fils Ali Yusuf Kenadid lui succède sur le trône.

## Famille
Yusuf Ali Kenadid est né dans la branche Bah Yaaqub (qui fait partie de la plus grande branche Bah Dirooble) des clans Osman Mahamuud, Majeerteen et Darod. Il est le père d'Osman Yusuf Kenadid, qui a ensuite créé l'écriture osmanya pour la langue somalienne. Le petit-fils de Yusuf Ali, Yasin Osman Kenadid, contribuera plus tard à la fondation de la Société pour la langue et la littérature somaliennes.
Yusuf Ali n'était pas un descendant direct des dynasties précédentes qui gouvernaient le nord-est de la Somalie. Il a amassé sa propre fortune de manière indépendante et deviendra plus tard un chef militaire par ses propres moyens. "Kenadid" n'était pas son nom de famille, mais plutôt un titre que lui avaient donné ses rivaux.
Conformément à la coutume des principaux commerçants urbains de l'époque, pour assurer son succès commercial local, Kenadid épousa une femme du pays. Alors qu'il se rendait sur la côte en sa qualité de prince marchand, il confiera désormais ses affaires à sa seconde épouse, Khadija. Ses tâches pendant l'absence de son mari consistaient à maintenir les transactions commerciales existantes avec la population locale, à recouvrer les dettes, à garantir les prêts et à sauvegarder les stocks de marchandises acquis lors de voyages précédents.
Le fils de Yusuf Ali, Ali Yusuf, lui succéda en tant que sultan de Hobyo.

## Sultanats de Majeerteen et Hobyo
Initialement, l'objectif de Kenadid était de prendre le contrôle du sultanat voisin de Majeerteen, alors dirigé par son cousin Boqor Osman Mahamuud. Cependant, il échoua dans cette entreprise et fut finalement contraint à l'exil au Yémen. Une décennie plus tard, dans les années 1870, Kenadid revint de la péninsule arabique avec une bande de mercenaires Hadhrami et un groupe de généraux lui étant dévoués.

## Traité de protectorat Hobyo-italien
Après avoir consolidé son pouvoir à Hobyo, pour se protéger d'une nouvelle hostilité zanzibarienne, il signa un traité de protectorat avec l'Italie, une puissance encore présente seulement nominalement et non territorialement. En effet, demander la protection des Anglais, déjà solidement implantés à Aden et Berbera, aurait signifié limiter son autonomie et donc ses ambitions. Les autorités italiennes ont également été informées par Yusuf Ali lui-même dès les premiers contacts pour l'établissement du protectorat. Cependant, il n'y a pas eu d'intervention directe et c'était probablement la démonstration que le choix de l'Italie comme protecteur pouvait être le plus approprié, précisément parce qu'elle était incapable d'intervenir dans les affaires intérieures du Sultanat. Et c’est probablement la raison pour laquelle Keenadiid a pu convaincre plus tard Boqor Cismaan, plus réticent à l'idée de signer un accord de protectorat, d’accepter également la protection italienne sur le sultanat de Bari. En 1889, lors de la signature de l'accord de protectorat, le pouvoir sultanal n'est consolidé que sur une partie limitée de la côte : l'accord, en revanche, reconnaît Yusuf Ali comme souverain entre Ras Awath (Cabaad), au nord, jusqu'à Mereeg à midi, puis tout l'exutoire vers la mer de la région de Habar Gidir. Au lieu de cela, la partie nord de Mudug, Cumar Maxamuud, a été initialement exclue de l'accord, y compris la zone Abgaal-Waceesle de Mereeg qui sera la source de conflits ultérieurs. Ce protectorat italien était une garantie contre les interventions d'autres puissances extérieures, parmi lesquelles l'Allemagne - mais l'expansion de la souveraineté du sultanat vers l'intérieur était une initiative personnelle du sultan.

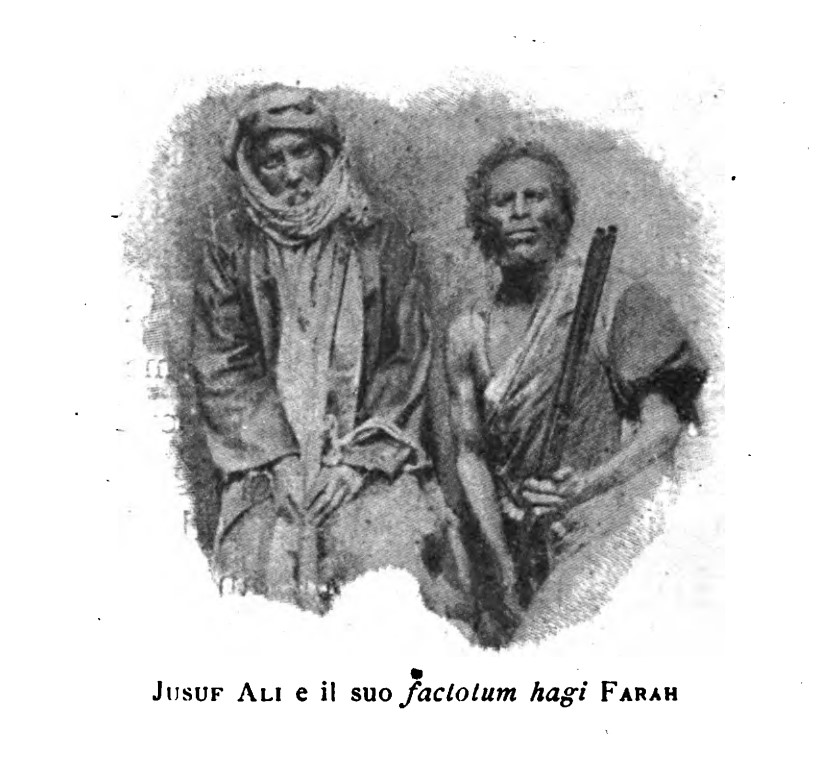
Sultan Yusuf Ali

## Exil
Cependant, les relations entre le Sultanat d'Hobyo et l'Italie se sont détériorées lorsque le sultan Kenadid a refusé la proposition des Italiens d'autoriser un contingent de troupes britanniques à débarquer dans son sultanat afin qu'ils puissent ensuite poursuivre leur bataille contre Diiriye Guure et les derviches de son émir Mohammed Abdullah Hassan. Considéré comme trop menaçant par les Italiens, le sultan Kenadid fut finalement exilé à Aden au Yémen puis en Érythrée, tout comme son fils Ali Yusuf, l'héritier présomptif de son trône. Cependant, contrairement aux territoires du sud, les sultanats du nord n'étaient pas soumis à une domination directe en raison des traités antérieurs qu'ils avaient signés avec les Italiens.

### Lutte contre les derviches
Selon Angus Hamilton, Cali Xaaji Axmed Aaden Suji était le commandant le plus haut gradé des rangs des Derviches en 1903, appelant Ali Suji le « premier lieutenant » du derviche. Angus déclare également qu'en raison du rang élevé d'ALi Suji, Yusuf Ali Kenadid, dans sa lutte contre les derviches, a ciblé Ali Suji plutôt que le mollah .